# امس، پ-دو-کالاز
امس، پ-دو-کالاز (به فرانسوی: Ames, Pas-de-Calais) یک کمون در فرانسه است که در پا-دو-کاله واقع شده‌است.

## خصوصیات
امس ۳٫۵ کیلومترمربع مساحت و ۶۰۵ نفر جمعیت دارد و ۵۳ متر بالاتر از سطح دریا واقع شده‌است.